# Kristianstads DFF
El Kristianstads DFF és un club femení de futbol de Kristianstad que juga a la Damallsvenskan.
Va ser creat al 1998 amb la fusió del Wä IF y el Kristianstads FF, i deu anys més tard va alcançar la Damallsvenskan. El seu millor resultat fins ara és una 5ª posició al 2012. A la Copa va ser subcampió al 2014.

## Històric

### Trajectòria
|                | 1981 | 1982 | 1983 | 1984 | 1985 | 1986 | 1987 | 1988 | 1989 | 1990 | 1991 | 1992 | 1993 | 1994 | 1995 | 1996 | 1997 | 1998 | 1999 | 2000 |
| -------------- | ---- | ---- | ---- | ---- | ---- | ---- | ---- | ---- | ---- | ---- | ---- | ---- | ---- | ---- | ---- | ---- | ---- | ---- | ---- | ---- |
| Damallsvenskan |      |      |      |      |      |      |      |      |      | 9    | 9    | 7    | 10   | 11   |      |      |      | 9    | 8    | 9    |
| Elitettan      |      |      |      |      |      |      |      |      |      |      |      |      |      |      | ?    | ?    | ?    |      |      |      |
|                | 2001 | 2002 | 2003 | 2004 | 2005 | 2006 | 2007 | 2008 | 2009 | 2010 | 2011 | 2012 | 2013 | 2014 | 2015 | 2016 | 2017 | 2018 | 2019 | 2020 |
| Damallsvenskan | 10   |      |      |      |      |      |      | 9    | 10   | 9    | 7    | 5    | 9    | 5    | 7    | 10   |      |      |      |      |
| Elitettan      |      | 5    | 4    | 3    | 3    | 2    | 1    |      |      |      |      |      |      |      |      |      |      |      |      |      |